# Celulele chimoreceptoare primare
Celulele chimioreceptoare primare sunt specializate în detectarea substanțelor chimice și sunt formate din celule senzoriale care au extensii sub formă de cili sau microvili. Aceste extensii cresc suprafața de contact cu substanțele chimice și conțin receptori chimici care le permit să detecteze specific anumite molecule sau compuși chimici.
Celulele chimioreceptoare primare sunt localizate în analizatorul gustativ, care se găsește în papilele gustative de pe limbă. Stimulul lor este gustul sau gusturile diferitelor substanțe chimice care intră în contact cu papilele gustative. Aceste substanțe chimice declanșează semnale electrice în celulele chimioreceptoare, care apoi sunt transmise creierului pentru a fi interpretate ca diferite arome sau gusturi.